# Larica Total
Larica Total foi um programa televisivo de humor com a temática de culinária, exibido no Canal Brasil, nas noites de sexta-feira, à 0h30, com reprises no domingo às 22h30, e segundas-feiras, às 15h30 e 20h05.
No programa, o ator Paulo Tiefenthaler faz o papel "Paulo de Oliveira", que é o porta-voz da "Culinária de Guerrilha", onde o personagem cozinha usando apenas o que estiver na geladeira, sem se importar com procedência, data de validade e outros detalhes. A ideia central é satirizar os famosos programas de culinária apresentados por grandes chefs, mas que transmitem receitas fora da realidade da maioria dos brasileiros.
Em 2009, o programa foi aclamado pela Associação Paulista dos Críticos de Arte (APCA) como melhor humorístico da TV brasileira.
O programa conseguiu bons índices de audiência em todas as suas temporadas e fez sucesso principalmente entre os solteiros que moram sozinhos. Não a toa, em sua terceira temporada, ele teve seu espaço aumentado de 15 para 25 minutos e passou à linha de frente do canal. Para essa temporada também, o programa ganhou uma campanha criada pela agência carioca Loja Comunicação. Na campanha, intitulada “O sonho – Larica Total”, o personagem Paulo Oliveira sonha que é um chef francês e está em uma cozinha sofisticada. Mas tudo não passa de um sonho. Paulo acorda e descobre que está em seu apartamento em Santa Teresa, no Rio, e com a geladeira praticamente vazia.
Ele foi encerrado em 2012, em sua terceira temporada, totalizando 74 episódios.

## Histórico
Conforme Paulo Tiefenthaler, "em 2006, um amigo meu da produtora Carambola Filmes me disse que estava com a ideia de fazer um curta-metragem retratando a vida de um solteirão que, de saco cheio daquelas receitas chiques, difíceis e sem emoção que assiste na tevê, resolve fazer seu próprio programa de culinária. O curta acabou não saindo, mas o projeto chegou até o Paulo Mendonça, executivo do Canal Brasil, que se interessou pela ideia. O departamento artístico achou que seria muito a cara do canal ter um programa de culinária com alguém que não sabe cozinhar."
Em entrevista ao site IG, Caito Mainier, um dos diretores do programa, informou que a ideia do programa partiu de um amigo que havia acabado de se casar e não sabia cozinhar, assim como sua esposa. Sem habilidades no fogão, o casal se virava com o que tinha na geladeira. Então esse amigo enviou um e-mail para Mainier com a sugestão de transformar toda essa situação em uma série de TV. Segundo ele, “a gente queria fazer uma culinária de guerrilha, aquilo que você faz na madrugada, que você faz com o mínimo de ingredientes”. Após testes de elenco, que contaram com a participação de nomes como o de Marcelo Adnet, Paulo Tiefenthaler foi o escolhido para ser o apresentador.

### Sinopse
| “ | "Paulo Oliveira (Paulo Tiefenthaler) é um solteirão que mora sozinho em uma grande cidade e precisa se virar todos os dias para fazer sua comida. Em uma cozinha totalmente imunda, ele precisa se virar com o pouco que tem na geladeira e acaba criando receitas que nunca foram vistas." | ” |

### Livro
Em 2011, o elenco do programa resolveu lançar o "Livro de Receitas do Maravilhoso Mundo de Larica Total" (editora Leya Barba Negra), que conta com cem receitas, sendo que 25 foram feitas no programa, e as restantes enviadas pelos telespectadores.

### Aplicativo para Celular
Em 2012 o programa lançou um aplicativo para Android e iOS, onde, além do acesso às criações do chef Paulo Oliveira, os usuários também podem publicar as suas próprias invenções culinárias.
Um ano depois de seu lançamento, o app foi indicado ao "5º Prêmio Oi Tela Viva Móvel" (categoria: Foto, TV e Vídeo).

## Lista de Episódios
1a Temporada (2009)
| #  | #  | Título                               | Sinopse do Episódio |
| -- | -- | ------------------------------------ | --- |
| 1  | 1  | Frango Total Flex                    | Paulo acorda tarde e decide pular o café da manhã. Deseja um bom dia ao sol e apresenta a culinária da verdade. Não tem panela grande? O tempero está caro? Engole o choro e se liga na receita do Frango Total Flex.                                                                                    |
| 2  | 2  | Só o Macarrão Salva                  | Paulo acorda de ressaca e, em vez de tomar o café da manhã, parte direto para o almoço. De um jeito bem particular, o cozinheiro solteirão prepara macarrão ao alho e óleo - prato sofisticado pós-noitada.                                                                                              |
| 3  | 3  | Vivendo e Aprendendo a Flambar       | A louça de hoje é o pesadelo de amanhã, já sabem os solteiros. Nada melhor, então, do que um prato rápido que não dependa de louça limpa. Assim, Paulo prepara a dobradinha de queijo coalho e pão com salsicha.                                                                                         |
| 4  | 4  | Arroz Infalível                      | Desta vez, Paulo põe fim ao mito de que fazer arroz é uma tarefa complicada. Esbanjando destreza, o solteirão ensina duas maneiras de fugir dos grãos empapados: a receita infalível e o arroz das mães e das avós.                                                                                      |
| 5  | 5  | Cozinhar não é Difícil, é Treino     | Dizem que o melhor amigo do queijo é o presunto. Partindo deste pensamento filosófico, Paulo mostra que cozinhar não é nenhum bicho de sete cabeças: um simples misto-quente pode fazer a diferença e ser até apreciado como uma iguaria. O segredo é apresentá-lo ao "papai forno".                     |
| 6  | 6  | O Yakisobra                          | Ao som de "Are You Experienced?" - cantada por Jimi Hendrix -, Paulo ensina uma nova receita, resultado de sobras de feira, macarrão instantâneo e pouco dinheiro. |
| 7  | 7  | Moqueca de Ovo                       | Sai o peixe e entra em campo um novo artilheiro. O chef solteirão propõe, desta vez, uma revolução na velha receita da vovó para provar que, entre cebolas e tomates, o ovo pode ser o ingrediente principal de uma moqueca.                                                                             |
| 8  | 8  | Tio Mossy                            | Os sonhos enviam uma mensagem a Paulo, que se sente pronto para fazer a melhor das receitas, até ser interrompido por uma visita inesperada. A chegada do tio Mossy tumultua a cozinha do rapaz. |
| 9  | 9  | Tenha Sempre Uma Glicose em Casa     | Não há lugar melhor para experimentar novas guloseimas do que uma festa de casamento. Mas, para não ficar só roubando os docinhos da mesa, Paulo monta um kit de sobrevivência gastronômica. Ele garante a sua glicose caseira com uma receita de pavê com biscoito, sorvete e leite condensado.         |
| 10 | 10 | Hamburger Caseiro                    | Diga adeus ao "drive-thru" porque agora ele está na sua própria cozinha. Paulo levanta mais um pilar na base de conhecimentos culinários do solteiro, ensinando os mistérios da carne e como fazer um hambúrguer.                                                                                        |
| 11 | 11 | Churrasco InDoor                     | Paulo sai da cozinha e encontra a liberdade gastronômica na varanda. De lá, o solteirão ensina as técnicas para um bom churrasco, dando dicas simples de como cortar uma peça de carne ou como acender o fogo.                                                                                           |
| 12 | 12 | Pipocas em Geral                     | Chegou a hora de se emancipar do forno micro-ondas porque "homem de verdade faz pipoca de verdade". As palavras do mestre solteirão se juntam às habilidades de Bruna, a alma gêmea encontrada na locadora de vídeo.                                                                                     |
| 13 | 13 | Segura Essa Batata                   | É o momento de saber se sua batata está assando no ponto certo. Não entendeu? O chef solteirão explica, homenageando os desbravadores de raízes e o ser que descobriu esse tubérculo miraculoso. |
| 14 | 14 | Homenagem aos Blacks                 | Depois de uma "sessão relax" na sauna, o solteirão apresenta a magia do erro culinário. Seguindo uma receita da internet, Paulo esquece a existência do fermento, mas o resultado não desaponta: deliciosos brownies.                                                                                    |
| 15 | 15 | Receita do Povo                      | Eis que o mestre coloca em prova a receita de um de seus discípulos. A virada de uma saga se concretiza quando o chef do Larica Total se rende à criatividade dos ensinamentos de Karina Escobar. |
| 16 | 16 | A Batalha da Panela de Pressão       | Um bom cozinheiro sobrevive a qualquer perigo! E, desta vez, Paulo enfrentará seus demônios mais aterrorizantes, encarando o artefato mais traiçoeiro de toda cozinha: a panela de pressão. |
| 17 | 17 | O Sushi de Feijoada                  | Por meio de uma ousada combinação de ingredientes, Paulo faz uma homenagem ao intercâmbio gastronômico Brasil x Japão. Depois de levar um fora de uma japonesa numa roda de samba, o solteirão eleva seus conhecimentos na cozinha com uma nova invenção: o sushi de feijoada.                           |
| 18 | 18 | A Saga da Farofa                     | Em busca da raiz primordial, Paulo desbrava florestas e descobre o verdadeiro combatente da fome: a mandioca, a eterna macaxeira, o sagrado aipim. Baseado em seus conhecimentos ancestrais, o solteirão tira do fruto mais uma receita inusitada. Junte-se ao nosso herói e enfrente a saga da farofa.  |
| 19 | 19 | É Truta, Peixe!                      | Paulo pilota seu buggy até ser parado em uma blitz. Mas o Sargento Marufa está disposto a ajudá-lo, certo, peixe? Só que quem ajuda quer ser ajudado também, certo, peixe? Eis então que o solteirão tem mais um insight gastronômico e, desbravando mais uma fronteira, provará que é truta, peixe!     |
| 20 | 20 | É Carnaval! Saia de Casa! Um Abraço! | Enfim, é Carnaval! Paulo reúne o bloco, inventa coreografias e cai na gandaia. Em meio à folia, o dominador das gororobas remexe, sacoleja e prepara os sensacionais suquinhos da vida adulta, os líquidos que você usa na hora de ficar total! Tem caipirinha, "Bloody Mário", caju amigo e até sacolé! |
| 21 | 21 | Dando Sopa para Saudade              | O tempo vira na cozinha do Larica: uma frente fria vinda dos mares do Sul invade o templo do chef, e Paulo pega um resfriado. Triste, o solteirão fica em silêncio, reclama da conta de telefone, mas nada levanta o astral. A única alternativa é juntar a pouca energia que sobra e fazer uma sopa.    |
| 22 | 22 | Muchies Die Wahrheit Küche           | O chef do Larica quer expandir seus domínios! Em homenagem a alguns parentes e a figuras germânicas de destaque, o solteirão arrisca palavras em alemão e prepara uma omelete, sucesso até na terra de Karl Marx.                                                                                        |
| 23 | 23 | Receita Para Depois do Fim do Mundo  | No fim do mundo, não faz mais sentido reclamar, as coisas não são mais o que são; são simplesmente o que dá para ser. Lute contra a sua fome e encontre no enlatado e no alimento em conserva a solução para sobreviver.                                                                                 |
| 24 | 24 | No Xadrez da Alma                    | Paulo resolve colocar sua angústia para fora: "Devo continuar?", reflete o anfitrião, já imerso em nostalgia. Em agradecimento a todos que participaram, o solteirão embarca em uma viagem pelos seus melhores momentos.                                                                                 |

Temporada 2 (2010)
| #  | #  | Título                                                            | Sinopse do Episódio |
| -- | -- | ----------------------------------------------------------------- | --- |
| 1  | 25 | A Luz da Vela                                                     | Se faltar energia, refogue porque refogar é dar alegria à sua cozinha! Paulo é surpreendido ao notar que cortaram a luz de sua casa. O solteirão, então, acende uma vela e ilumina seu saber culinário. |
| 2  | 26 | Pudim É Mole                                                      | Para você que segue os ensinamentos do chef do Larica Total, chegou a hora de pensar na mais sublime das sobremesas. Sabe como é? Aquele manjar dos deuses que só mamãe sabia fazer? Você também é capaz!                                                                                                  |
| 3  | 27 | Quem Vai para Cama Cedo, Acorda Cedo                              | Adicione sofisticação e vigor ao nascer do sol, meu amigo. Paulo irá além dos limites de sua modesta cozinha, preparando uma alimentação rara: um café-da-manhã de hotel, com tudo o que tem direito. |
| 4  | 28 | Não Compre, Plante!                                               | Investindo no plantio de ervas e na arte da horticultura, Paulo apresenta toda sorte de novos nomes, sabores e odores, elegendo um campeão para a nova safra: o manjericão protagonista. |
| 5  | 29 | A Versatilidade da Assada                                         | Em meio à louça suja, Paulo testa sua maturidade guerreira na dupla missão: lavar os pratos e preparar a carne assada recheada da vovó, o prato mais versátil e sensual de todos os tempos. |
| 6  | 30 | 1º Mundialito de Cesar Salad                                      | Pela primeira vez na TV, Paulo apresenta seu vizinho e personal trainer culinário: chef Mariozinho Richard! Num clima de amizade e disputa, o combinado é "cada um faz o seu". Começa o 1 Mundialito de Cesar Salad!                                                                                       |
| 7  | 31 | Ao Mestre com Pozinho                                             | Paulo está místico e reza contra a fome. Em homenagem ao grande mestre Momofuku Ando, o homem que transformou a pobreza em riqueza, nosso herói improvisa uma nova iguaria: o original "Bolinho de Miojo".                                                                                                 |
| 8  | 32 | Fome de Cão                                                       | Paulo está na vagabundagem e encontra seu melhor amigo. Em homenagem à fome, à lealdade e, principalmente, à amizade, nosso herói prepara o esperto e maravilhoso cachorro de rua, o cachorro-quente! |
| 9  | 33 | Dinheiro, Mansões, Iates e... Mulheres!!!!!                       | O patrocinador chegou. Alguém acreditou no Larica Total e pagou para ser visto no programa. Paulo topou e começou pagando as promessas que devia. Alma leve, bolso pesado, Paulo decide fazer um nhoque da fortuna!                                                                                        |
| 10 | 34 | Lanchando na Pedra                                                | Com o dinheiro do patrocínio, Paulo realiza um sonho antigo: comprar uma lancha. O solteirão decide internacionalizar o Larica Total e sua vida. De saída, pastinhas leves e sanduíches refrescantes na Baía de Guanabara.                                                                                 |
| 11 | 35 | Ganja de Calinha                                                  | Paulo bate de lancha na Baía de Guanabara e descobre que seu plano de saúde não cobre resgate por helicóptero. Após horas de nado sincronizado, ele investe numa receita-conforto: a curativa canja de galinha!                                                                                            |
| 12 | 36 | Realce                                                            | Após um intenso relacionamento com a riqueza, Paulo é subitamente abandonado por ela. Acostumado ao "do bom e do melhor", nosso herói se vira para comer, ao menos mais uma vez, um belo filé mignon. |
| 13 | 37 | Especial de Natal: A Missa do Galeto!                             | Após um ano de excelente comportamento, Paulo se pergunta: será o Natal uma época de comprar ou uma época de amar? Mesmo sem resposta, nosso herói se veste de Papai Noel e prepara sua própria ceia-presente.                                                                                             |
| 14 | 38 | Alan Talento: A Máquina Número 4                                  | Sem conseguir decidir qual será sua próxima receita, Paulo resolve consultar o povo na lan house do Alan. De volta à cozinha, assume a missão de ensinar a palha italiana feita com o autêntico brigadeiro brasileiro.                                                                                     |
| 15 | 39 | O Apanhador no Camping de Maromba                                 | De mochila, barraca de camping e sofá inflável a tiracolo, Paulo aproveita a vida em meio à natureza. O chef ensina a receita do "Arroz contra o Resto do Mundo", salvação para quando não há uma padaria por perto.                                                                                       |
| 16 | 40 | Tenha Sempre em Casa                                              | Após perder o patrocinador, Paulo busca um novo emprego (o primeiro de sua vida), à noite. Em homenagem a Dionísio, Carrie - A Estranha e às amigas que também trabalham, prepara drinks clássicos. |
| 17 | 41 | Pela Dona do 1o Andar                                             | Uma misteriosa vizinha de Paulo pede ajuda ao nosso chef. O mestre-cuca junta os ingredientes trazidos por Liz (Karine Carvalho) à sua prodigiosa habilidade culinária para pôr a mão na massa. O resultado é um delicioso pão.                                                                            |
| 18 | 42 | Férias Muito Loucas no Curso de Verão da Turminha do Barulho      | Paulo deixa seu quartel general e apresenta o episódio direto do apartamento que está dividindo com a Banda Marauê, em Olinda (PE). Ao lado de seus companheiros, o chef compartilha a receita da tradicional tapioca.                                                                                     |
| 19 | 43 | Vamos Crianças!                                                   | Paulo está em casa e acaba ficando para titio. O que fazer, além de engolir o choro? Cercado de alegria e caos, Paulo decreta liberdade às crianças e reúne todas para fazerem o almoço: biscoito de maisena.                                                                                              |
| 20 | 44 | Nos Litorais Do Carnaval Me Vi Peixe Ensaboado na Curva do Batman | No Carnaval, Paulo sua a fantasia - ele é o mais novo Batman do Rio de Janeiro - para ajudar pescadores a tirar da água uma rede. Nosso herói recebe como recompensa um peixe, que prepara desvendando para o público a charada da "anchova frita à milanesa com farofa de cream cracker".                 |
| 21 | 45 | Amigos da Massa                                                   | Enquanto treina passos de dança para mais tarde, Paulo ensina os guerrilheiros a fazer sua própria massa de pizza e se libertarem das garras dos "disque-entrega-mas-cobra". |
| 22 | 46 | Saúde Não Tem Pressa, O Resto É O Que Interessa                   | Paulo decide limpar o corpo e a alma investindo no defumador e nas frutas num inesperado episódio suquinho. Ultrapassando as sutis fronteiras do bom senso, nosso herói propõe novos encontros, sabores e emoções.                                                                                         |
| 23 | 47 | Festa Sul Americana do Sul                                        | Nosso chef recebe em sua casa cinco telespectadores para uma festa americana, daquelas em que cada convidado leva uma receita diferente. Juntos, eles irão ensinar o público a preparar um saboroso guacamole.                                                                                             |
| 24 | 48 | Ãh, Rã!?! (com participação do chef Claude Troisgros)             | Paulo conta com a ajuda de um verdadeiro mestre Jedi da culinária: o chef francês Claude Troisgros. Ao lado do anfitrião, o convidado ilustre prepara três receitas: um inusitado carpaccio de melancia, uma porção de rãs à provençal e uma variação do clássico crêpe suzette, batizada como crepe zéti. |

Temporada 3 (2012)
| #  | #  | Título                               | Sinopse do Episódio |
| -- | -- | ------------------------------------ | --- |
| 01 | 49 | Volta de Novo                        | Após um ano de férias, Paulo Oliveira volta para casa e dá a largada para a 3 temporada do Larica Total. O prato que marca o retorno é um delicioso macarrão com linguiça na cerveja, porque é o que tem.                  |
| 02 | 50 | Sente Esse Joelho                    | Paulo sai da partida de futevôlei inspirado a preparar um joelho de queijo e presunto. Em homenagem ao futebol, à praia, ao samba e ao papel alumínio, o anfitrião ensina o velho truque do salgado mais famoso do Brasil. |
| 03 | 51 | A Herança da Guerrilha               | Paulo vai a Araruama partilhar e receber a herança de seu tio Michael. Dormindo no apartamento vazio do recém-falecido, nosso herói é salvo pela incrível Tortilha de Guerrilha da Batata Blade Runner.                    |
| 04 | 52 | Dando Pressão na Sardinha            | Após aprender a pescar, Paulo vai ao mercado São Pedro e garante um quilo de sardinha de primeira qualidade. Munido de um velho vinagre, nosso chefe de cozinha ensina uma receita rápida e simples, na panela de pressão. |
| 05 | 53 | Cebola Pirata do Deserto Australiano | Alta espionagem e culinária de guerrilha estão presentes no episódio. Paulo Oliveira se arrisca na linha de frente da gastronomia industrial e descobre como é feita a famosa Cebola do Deserto Australiano.               |
| 06 | 54 | De Olhos Vermelhos                   | Vestido de coelho, nosso gourmet Paulo Oliveira comemora duas datas importantes - Natal e Páscoa - de uma só vez com a receita de um delicioso ovo de chocolate.                                                           |
| 07 | 55 | É Para Fazer                         | É para ver ou para comer? Nenhum dos dois! É para fazer um prático e delicioso pavê de chocolate, especialmente para os baladeiros que voltam da "night" morrendo de fome.                                                 |
| 08 | 56 | Em Busca do Camarão Perfeito         | Paulo parte em busca do camarão cultivado pelo antigo mestre Baba Guru. Como a viagem é muito longa, nosso chef passa o tempo fazendo pela primeira vez o grande e misterioso bobó de camarão da Bahia.                    |
| 09 | 57 | Atura o Parabéns                     | Paulo Oliveira completa mais uma primavera! E como a data não pode passar em branco, nada melhor do que preparar seu próprio bolo de cenoura com muita calda de chocolate.                                                 |
| 10 | 58 | Self-ceviche Milenar                 | Paulo consegue um emprego como guia turístico no Parque Arqueológico do Queré-Queré. Inspirado por um fóssil, ele prepara um ceviche à moda peruana, receita ancestral com quatro mil anos de existência.                  |
| 11 | 59 | Comida de Avião                      | Paulo tira 48 horas de férias e decide viajar pela empresa de aviação mais barata do mercado. Para não morrer de fome no percurso, ele aprende a fazer a misteriosa barrinha de cereal caseira.                            |
| 12 | 60 | Torta de Limão                       | Paulo Oliveira se aventura no divertido mundo circense e faz uma deliciosa torta de limão para homenagear o riso e para mostrar que todo mundo deve aprender a gargalhar de si mesmo.                                      |
| 13 | 61 | Dublê de Siri                        | Ao se inscrever num curso de dublês, Paulo Oliveira aprende na pele o que é correr riscos. Para homenagear todos que exercem a profissão no mundo, ele faz uma Casquinha de Siri com direito a um ingrediente surpresa.    |
| 14 | 62 | Estragadinho                         | Após uma sucessão de noitadas, bebedeiras, orgias e amnésias alcoólicas, Paulo chega à conclusão que exagerou e decide se regenerar. Para não estragar mais o corpinho, ele inventa um novo produto, o Xablaberry.         |
| 15 | 63 | É Homenagem Para Chuchu              | Paulo decide corrigir uma injustiça histórica e faz um programa em homenagem ao chuchu. Por ser abundante e muito barato, deu até para comprar uma carne e dar um pulo na serra, porque é lá que ele dá mais fácil.        |
| 16 | 64 | Geleia Geral                         | Um episódio dedicado ao sobrenatural. O que é possível fazer com geleia de morango? Somente o nosso misterioso gourmet Paulo Oliveira poderá responder.                                                                    |
| 17 | 65 | O Inacreditável Churros de Aipim     | Num brinde a todos os erros que compõem a culinária de guerrilha, Paulo Oliveira se aventura na realização de um sonho: desenvolver o inédito, inacreditável e delicioso Churros de Aipim.                                 |
| 18 | 66 | Partido do Pão de Queijo             | Paulo apresenta sua plataforma de governo no Partido do Pão de Queijo, que foi criado com a missão fundamental de erradicar a fome dos guerrilheiros do Brasil.                                                            |
| 19 | 67 | Frango Flex Turbo Rápido             | Paulo Oliveira trabalha na precisão do detalhe microscópico do micro-ondas, responsável pelo sucateamento do forno convencional, fazendo receitas de Coxinhas de Frango Flex Turbo Rápido, Bolovo e Queijo Atômico.        |
| 20 | 68 | Batidas de Carnaval                  | Paulo vem na batida do carnaval com seu personal mestre de bateria Odilon, só trabalhando a variação de ritmos e sabores tradicionais da festa profana: amendoim, maracujá, coco e morango.                                |
| 21 | 69 | Tudo na Trifeta                      | Paulo e seu amigo Marufa resolvem ganhar dinheiro apostando em cavalos. Em casa, também arrisca e decide fazer uma receita sorteada de um guerrilheiro da internet: um incrível e surpreendente bolo de carne.             |
| 22 | 70 | Faixa de Gaza                        | Inspirado por uma partida do jogo “War”, Paulo decide entrar na discussão sobre os conflitos no Oriente Médio, fazendo uma receita da região: o faláfel. Afinal, a única guerra que vale a pena é a contra a fome.         |
| 23 | 71 | É Beijo                              | Paulo decide não ficar refém das festas infantis e aprende a fazer seu docinho preferido: o beijinho de coco (usando seu próprio leite condensado). Para completar a doçura, fãs estrelam beijos inusitados no programa.   |
| 24 | 72 | Escondidinho                         | Sensibilizado pelo sumiço do amigo Geninho, Paulo faz um prato clássico da culinária do Brasil: o escondidinho de carne de sol. Ele aproveita para refletir sobre sentimentos ocultos e receitas ainda não descobertas.    |
| 25 | 73 | Audiovisual Boy                      | Paulo decide inscrever um antigo projeto audiovisual de longa metragem num concurso público, mas deixa tudo para cima da hora. E enquanto cuida da papelada burocrática, faz um empadão de cascas de legumes.              |
| 26 | 74 | O Programa Foi Para o Espaço         | No último episódio desta temporada, Paulo resolver fazer uma viagem interplanetária. E, como combustível para esta aventura, precisa de uma comida compacta e turbinada: o inédito Space Cupcake.                          |

## Prêmios e Indicações
| Ano  | Prêmio                                                    | Categoria                                 | Resultado | Ref.          |
| ---- | --------------------------------------------------------- | ----------------------------------------- | --------- | ------------- |
| 2009 | Prêmio da Associação Paulista dos Críticos de Arte (APCA) | Melhor Programa de Humor da TV Brasileira | Venceu    | [ 2 ]         |
| 2010 | Prêmio Revista Monet                                      | Melhor Programa de Culinária              | Venceu    |               |
| 2010 | Prêmio Revista Monet                                      | Melhor Programa Humorístico               | Indicado  | [ 16 ]        |
| 2013 | 5º Prêmio Oi Tela Viva Móvel                              | Foto, TV e Vídeo                          | Indicado  | [ 13 ] [ 17 ] |